# Гвоздена завеса
Гвоздена завеса или Блоковска подела је западњачки израз који је популаризовао Винстон Черчил мислећи на границу која је симболично, идеолошки и физички поделила Европу на два одвојена дела од краја Другог светског рата до краја Хладног рата, отприлике од 1945. до 1990.

## Политичке, економске и војне реалности

### Источно од Гвоздене завесе
Док је постојала Гвоздена завеса, земље источне Европе и многе у централној Европи (осим Западне Немачке, Лихтенштајна, Швајцарске и Аустрије) су биле под политичким утицајем Совјетског Савеза. Истина је да су централноевропске земље чешће сматране делом источне Европе него Централне Европе.
Многе од тих земаља су биле чланице Совјетског Савеза, док су, осим у два изузетка, суседним државама владале просовјетске владе, које су држане ту под претњом војне силе. Два изузетка су биле Југославија која је сачувала пуну независност и Албанија која се отргла од совјетског утицаја шездесетих година и сврстала се уз Кину; и Југославија и Албанија су биле комунистичке државе.
Источно од Гвоздене завесе, државе су развиле своје међународне економске и војне савезе - Савет за узајамну економску помоћ (СЕВ) и Варшавски пакт.

### Западно од Гвоздене завесе
Западно од Гвоздене завесе, државе западне и јужне Европе, уз Аустрију, Лихтенштајн, Швајцарску и Западну Немачку су се заснивале на тржишној економији. Са изузетком периода фашизма у Шпанији и Португалу и војне диктатуре у Грчкој, овим земљама су владале демократске владе.
Већина земаља западно од Гвоздене завесе - са изузетком неутралне Швајцарске, Лихтенштајна, Шведске, Финске и Ирске - су биле у савезу са САД у НАТО пакту. Економски, Европска заједница и Европска асоцијација за слободну трговину су били западни одговор на ЦОМЕЦОН.

### Гвоздена завеса као физички појам
Гвоздена завеса је добила физичку форму у облику пограничних заштита између земаља источног и западног блока. Ове земље су биле најмилитаризованија подручја на свету, посебно у „Унутрашњој немачкој граници“ између Источне и Западне Немачке. Унутрашња немачка граница је у руралним крајевима била обележена двоструком бодљикавом жицом, док је у урбаним срединама обележавана високим бетонским зидовима сличним Берлинском зиду. Баријера је увек била мало у територији Источне Немачке да би се избегло било какво угрожавање територије Западне Немачке. Права граница је била обележена стубовима и знацима и на њу су пазиле бројне куле смештене иза баријере. На неким местима је направљена „стаза смрти“ на источнонемачкој страни границе, у којој је недозвољени улазак кажњаван отварањем ватре на прекршиоца. Појас земље са западнонемачке стране зида - између стварне границе и зида - је увек био доступан, али само уз велики лични ризик, пошто су границом патролирале и источнонемачке и западнонемачке пограничне страже. Инциденти нису били страни, а укупно је 28 источнонемачких граничара убијено између 1948. и 1981. (неки су били жртве пријатељске ватре).
На другим местима, пограничне страже између истока и запада су биле слабије. На пример, граница између Мађарске и неутралне Аустрије је била означена обичном жичаном оградом која је лако уклоњена када је она постала први део Гвоздене завесе који је демонтиран 1989.
Термин Гвоздена завеса је коришћен само за утврђене границе у централној Европи; он није никада коришћен за сличне границе у Азији између комунистичких и капиталистичких земаља. Граница између Северне и Јужне Кореје је слична бившој Унутрашњој немачкој граници, посебно по степену милитаризације, али никад није сматрана делом Гвоздене завесе.

## Порекло Гвоздене завесе
Прва забележена употреба термина „гвоздена завеса“ је била 1819, у општем смислу „непробојне баријере“. До 1920. она је постала повезана са границом сфере утицаја Совјетског Савеза. Коришћен је у током Другог светског рата од стране немачког министра пропаганде Јозефа Гебелса и касније од стране грофа Луца Шверина фон Гросига у последњим данима рата; међутим, њу је популаризовао британски премијер Винстон Черчил, који га је искористио у свом предавању 5. марта 1946. у Вестминстерском колеџу у Фултону, Мисури:
Од Шћећина на Балтику до Трста на Јадранском мору, „гвоздена завеса“ се спустила широм континента. Иза те линије леже се престонице старих држава Централне и источне Европе. Варшава, Берлин, Праг, Беч, Будимпешта, Београд, Букурешт и Софија; сви ти чувени градови и становништво око њих лежи у оном што морам назвати совјетском сфером, и сву су субјекти, у овом облику или оном, не само совјетског утицаја, већ и врло велике и у неким случајевима повећане контроле из Москве.
Након свог пада, део Берлинског зида је пренесен и уздигнут у Вестминстерском колеџу.

## Реакције
На почетку, многе западне државе су осудиле Черчилов говор. Већина западне јавности је још увек сматрала Совјетски Савез блиским савезником, у смислу недавне победе над нацистичком Немачком и Јапаном. Многи су видели Черчилов говор као ратнохушкачки и непотребан. Међутим, пошто су совјетске архиве сада јавне, многи историчари су променили своје мишљење.
Иако фраза није била добро прихваћена у то време, како је Хладни рат јачао, она је стекла популарност као кратка референца на поделу Европе. Гвоздена завеса је служила да задржи људе и информације, и метафора је на крају задобила велику прихваћеност на Западу.
У Совјетском Савезу, говор је прихваћен од стране Стаљина као учвршћивање његовог мишљења да је сукоб са Западом неизбежан. Током следећих месеци, кроз комбинацију убеђивања и чистки оних који су имали другачије мишљење, Совјетски Савез је заиста почео да види Запад као претњу више него савезника који је био током Другог светског рата.

### Непријатељство између Истока и Запада
Непријатељство између Совјетског Савеза и Запада које је довело до Черчиловог говора је имало различита порекла.
Велика Британија, Француска, Јапан, Канада, САД и друге земље су подржавале Беле против Бољшевика током Руског грађанског рата и та чињеница није заборављена од стране Совјета. У предвечерје Другог светског рата и у погледу угађања Запада Хитлеру да би се сачувао мир, Совјети су потписали споразум Рибентроп-Молотов са нацистичком Немачком. Један од циљева Совјета је била подела државе између њих да би се створила тампон-зона. Након рата, Стаљин је био одлучан да постави сличну тампон-зону против Немачке са просовјетским државама на својој граници, што је довело до затегнутих односа на Јалтској конференцији (фебруар 1945) и потоњој Потсдамској конференцији (август 1945).
На Западу није било само отпора совјетској доминацији над државама које би чиниле тампон-зону, већ и страх да Совјети граде царство које може бити претња њима и њиховим интересима. Черчил је посебно био забринут да би се САД могле вратити предратном изолационизму, остављајући опустошене европске земље немоћнима да се одупру совјетским захтевима. Амерички председник Френклин Д. Рузвелт је најавио на Јалтској конференцији да ће се након пораза Немачке, америчке снаге повући из Европе за две године.
Постоје ранија коришћења термина „гвоздена завеса“ од Черчиловог говора. Неки наводе да је термин прва склопила белгијска краљица Елизабета након почетка Првог светског рата да би описала политичку ситуацију између Белгије и Немачке. Гвоздена завеса је била обавезна мера предострожности у свим немачким позориштима да би се спречила могућност ширења пожара са бине на остатак позоришта. Такви пожари су били уобичајени пошто је декор био врло запаљив. У случају пожара, метални зид би одвојио бину од позоришта, олакшавајући тиме да се пожар брже угаси. Даглас Рид је искористио ову метафору у својој књизи „Богатство срамоте“ (Disgrace Abounding): "Горак сукоб [у Југославији између српских униониста и хрватских федералиста] се једино може сакрити превентивном гвозденом завесом краљеве диктатуре."
Дана 25. фебруара 1945, Јозеф Гебелс је писао о гвозденој завеси у својим недељним новимана Дас Рајх:
Ако немачки народ положи своје оружје, Совјети ће, према споразуму између Рузвелта, Черчила и Стаљина, окупирати целу Источну и Југоисточну Европу заједно са великим делом Рајха. Гвоздена завеса ће пасти над ово огромном територијом под контролом Совјетског Савеза, иза које ће народи бити побијени. Јеврејска штампа у Лондону и Њујорку ће вероватно аплаудирати.

Прво звучно помињање „гвоздене завесе“ је било емитовано од стране грофа Луца Шверина фон Кросига народу Немачке 2. маја 1945:
На Истоку, гвоздена завеса, иза које се, скривено од очију света, рад на уништењу наставља, се сигурно креће напред.

Прва забележена прилика у којој је Черчил користио термин „гвоздена завеса“ је било 12. маја 1945. у телеграму који је послао америчком председнику Харију Труману:
Дубоко сам забринут око ситуације у Европи… 3. Гвоздена завеса је спуштена дуж њиховог фронта. Не знамо шта се дешава иза ње. Чини се да ће цео регион источно од линије Либек-Трст-Крф бити ускоро комплетно у њиховим рукама. Овоме се мора додати даље велико подручје које су освојиле америчке армије између Ајзнека и Лабе, које ће, претпостављам, за неколико недеља бити окупиране, када се Американци повуку, од стране руске силе. Све врсте припрема ће морати бити начињене од стране генерала Ајзенхауера да би се спречио још један огромни пребег немачког становништва на запад како се одвија овај огромни московски напредак према центру Европе. А онда ће се завеса опет спустити у врло великом степену, ако не и потпуно. Тако ће широка земља од много стотина миља окупирана од стране Руса изоловати нас од Пољске…

Черчил је поновио ове речи у следећем телеграму Труману 4. јуна 1945. у коме је протестовао против америчког повлачењу према ономе што је раније означена као, и на крају постала, америчка окупациона зона, казавши да ће војно повлачење довести:
совјетску силу у срце западне Европе и до спуштања гвоздене завесе између нас и свега на истоку.

На Потсдамској конференцији, Черчил се жалио Стаљину на „гвоздену ограду“ око британске мисије у Букурешту.
Ален Дул је користио термин у говору 3. децембра 1945, мислећи само на Немачку:
Тешко је рећи шта се дешава, алу углавном Руси се понашају мало боље од разбојника. Они су разнели сва течна имања. Бонови за храну нису издани Немцима, који су приморани пешке путовати у руску зону, често више мртви него живи. Гвоздена завеса се спустила над судбином ових људи и врло вероватно је да су услови заиста ужасни. Насупрот обећањима у Јалти, вероватно 8 до 10 милиона људи је поробљено.

## Аналогни термини
Варијанта Гвоздене завесе, „Бамбусна завеса“ је смишљена у референци на Народну Републику Кину. Поље кактуса које окружују америчку морнаричку базу у заливу Гвантанамо је повремено називана „Кактусна завеса“. Како су се односи између Запада и држава иза Гвоздене и Бамбусне завесе поправили са крајем Хладног рата, термин је престао да се користи.